# Пустош (Новгородська область)
Пустош (рос. Пустошь) — присілок в Старорусському районі Новгородської області Російської Федерації.
Населення становить 42 особи. Входить до складу муніципального утворення Наговське сільське поселення.

## Історія
Від 2004 року входить до складу муніципального утворення Наговське сільське поселення.

## Населення
| 2009 | 2010 |
| ---- | ---- |
| 42   | →42  |